# Utagawa Kunisada II.
Utagawa Kunisada II.  (jap. 歌川 国貞 二代; * 1823; † 20. Juli 1880 in Edo), auch bekannt als Utagawa Toyokuni IV. (歌川 豊国 四代), war ein Meister des japanischen Farb-, Holzschnitts und der Malerei im Stil des ukiyo-e, der in Edo lebte und arbeitete.

## Leben und Werk

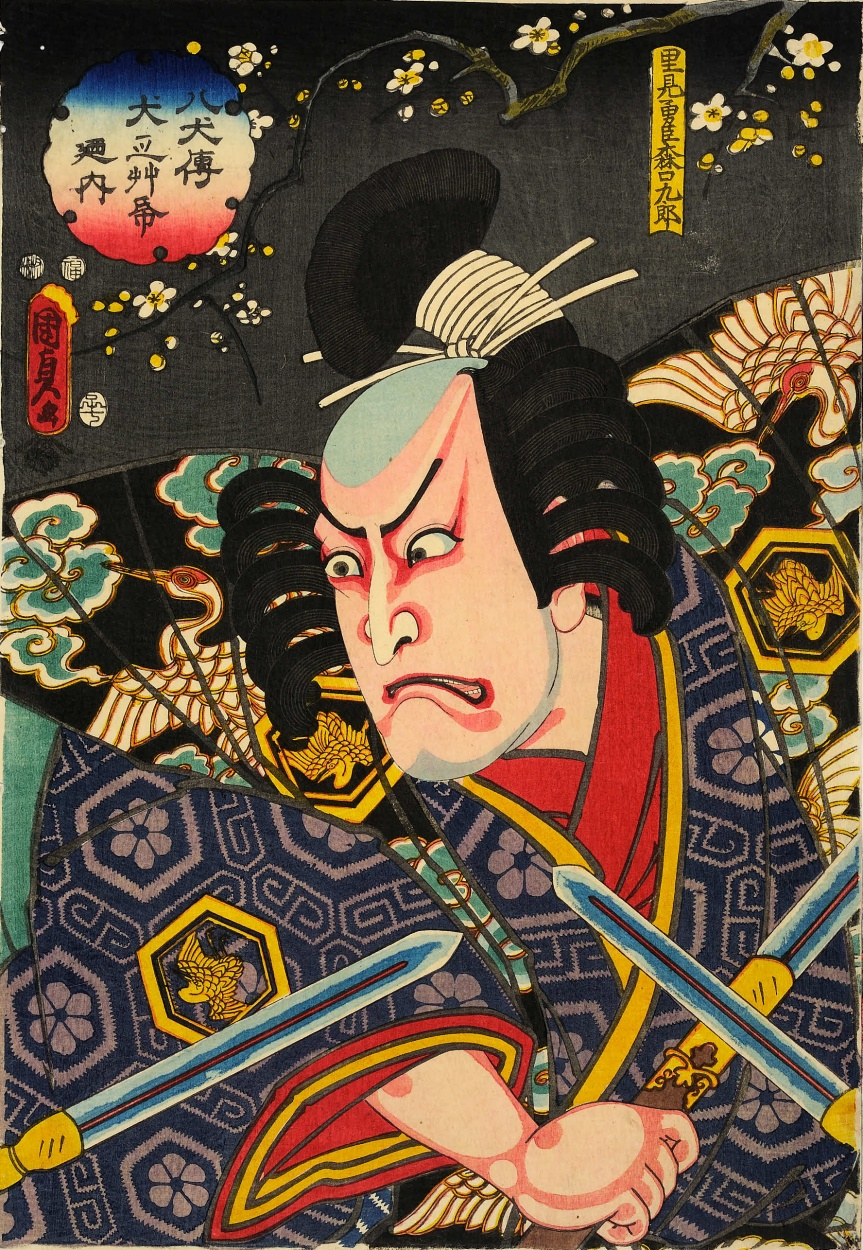
Druck aus der Serie Die Geschichte der Helden der acht Hunde, Nakamura Tamasuke I. als Moriguchi Kurō, 1852

Über sein Leben ist wenig bekannt. Geboren wurde er als Takenouchi Munehisa (竹内 宗久). Gegen Ende der 1830er-Jahre trat er als Schüler in die Werkstatt von Kunisada I. ein, um eine Ausbildung als Holzschnittkünstler zu beginnen. Das genaue Datum ist nicht bekannt. Von Kunisada I. erhielt er den Künstlernamen „Kunimasa“ (III.) (国政), mit dem er auch seine ersten, im Jahr 1844 erschienenen Drucke signierte. Zwei Jahre später, 1846, wurde er von Kunisada I. adoptiert, nachdem er dessen älteste Tochter, Osuzu, geheiratet hatte. Entgegen einer weit verbreiteten Ansicht signierte er im Anschluss an die Adoption seine Drucke weiterhin einige Jahre lang mit „Kunimasa“. Die Namensänderung zu Kunisada (II.) erfolgte erst 1850/1851, nachdem ihm Kunisada I. sein Haus in Kameido, im heutigen Stadtbezirk Kōtō in Tokio, übereignet hatte. Nach dem Tod Kunisadas I. im Jahr 1865 wurde Kunisada II. das formelle Oberhaupt der Utagawa-Schule. Gegen 1869/1870 begann er seine Arbeiten mit Toyokuni (III.) zu signieren, wobei er ebenso wie Kunisada I. die Tatsache übersah, dass bereits Toyoshige, der Adoptivsohn Toyokunis I., den legitimen Namen Toyokuni II. geführt hatte. Kunisada I. war faktisch Toyokuni III. und Kunisada II. somit in der korrekten Zählung Toyokuni IV. Beerdigt ist Kunisada II. auf dem Friedhof des Banshōin Kōun-ji (萬昌院功運寺) im heutigen Bezirk Nakano in Tokio. Sein posthumer, buddhistischer Name lautete Sankōin Hōkokujutei Shinji.

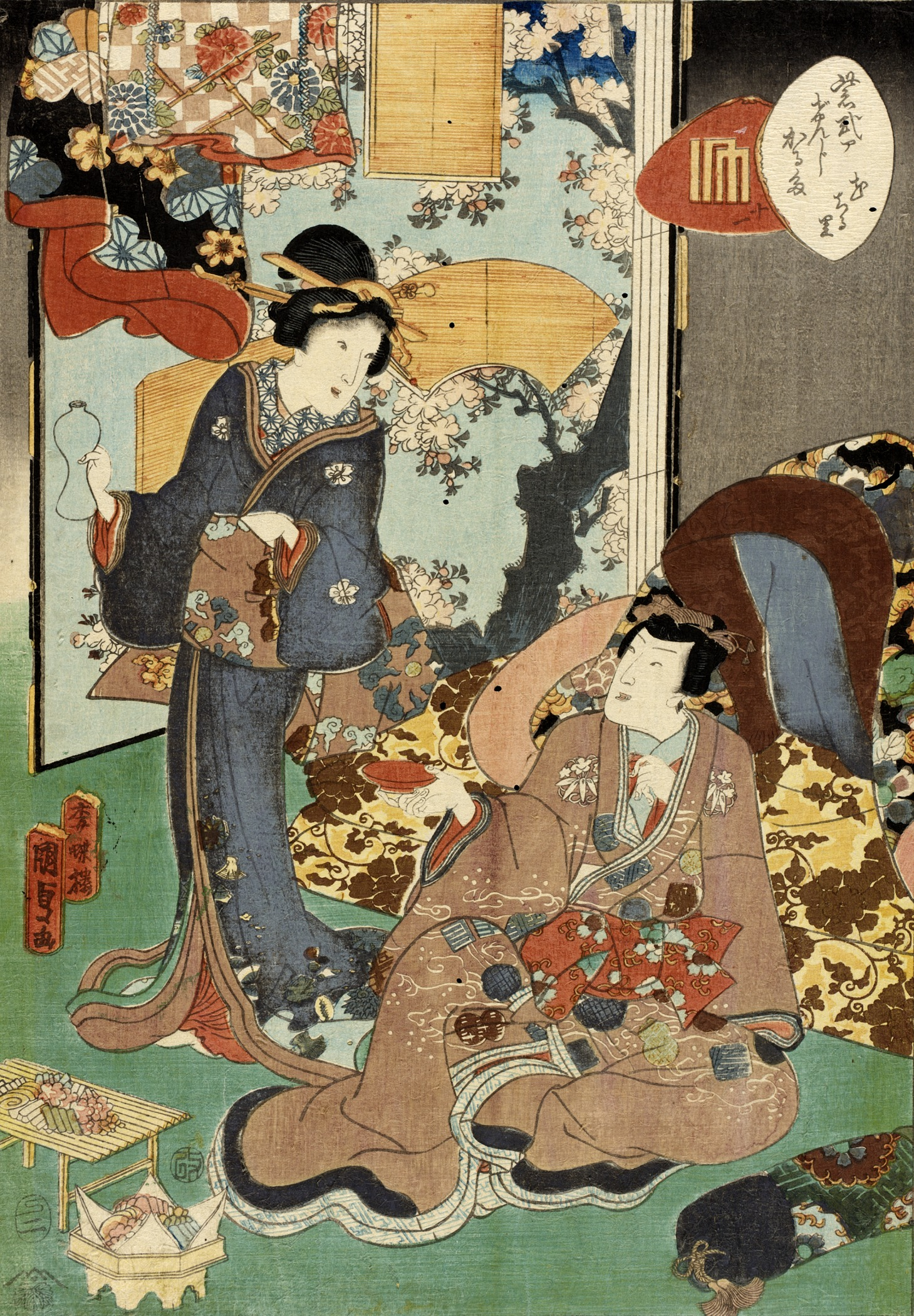
Druck aus der Serie Karten von Murasaki Shikibus Genji, Kapitel 11, Hana-chiru-sato, 1857

Kunisada II. entwarf im Laufe seines künstlerischen Schaffens die Vorlagen für mehrere Tausend Holzschnitte. Wie bei seinem Lehrer lag dabei sein Schwerpunkt auf den Entwürfen für Kabuki-Drucke und Schauspielerporträts, ohne jedoch jemals mit dessen Erfolg gleichziehen zu können. Daneben ist er noch bekannt für Genji-, Bijin-e-Drucke sowie Drucke von Sumō-Ringern. Zu seinen größten Erfolgen zählten die Serien Die Geschichte der Helden der acht Hunde (Hakkenden inu no shōshi no uchi) und Spielkarten von Murasaki Shikibus Genji (Murasaki Shikibu Genji karuta). Neben zahlreichen Einzelblättern sind von ihm mehr als 40 Serien bekannt. Insgesamt arbeitete er im Auftrag von fast 50 unterschiedlichen Verlegern. Darüber hinaus war er im Laufe seines künstlerischen Schaffens an der Illustration von fast 200 Büchern beteiligt. Seine Beliebtheit beim Publikum ließ mit Beginn der Meiji-Zeit dramatisch nach, so dass er nur noch wenige Aufträge von Verlegern erhielt. Nach 1874 sind von ihm keine Arbeiten mehr bekannt.
Auf seinen Drucken signierte er bis Ende 1850 mit Kunimasa (III.) (国政), danach mit Kunisada (II.) (国貞) und ab 1869/1870 mit Toyokuni (IV.) (豊国). Als Beinamen verwendete er die Namen Baidō (梅堂), Hōraisha (宝来舎), Ichijutei (ca. 1844) (一寿亭), Ichijusai (ca. 1844–1854) (一寿斎), und Baichōrō (ca. 1852–1870) (梅蝶楼) vor seinem jeweiligen Künstlernamen.
Drei seiner Schüler, Kunimasa IV. (国政 四代), Kunitsuna II. (国綱 二代) und Toyonobu (豊宣), waren auch noch während der Meiji-Zeit als Holzschnittkünstler erfolgreich. Von anderen Schülern, wie Kuniyuki (国幸) oder Masahisa (政久), sind nur wenige Arbeiten nachweisbar.

## Anmerkung
1. ↑  Einige Quellen geben an, dass seine erste Arbeit die Illustration des Shunga-Buches Erster Nebel (Hatsu gasumi) gewesen sei. A. Marks verweist in Japanese Woodblock Prints. Artists, Publishers, and Masterworks 1680–1900., S. 150, darauf, dass dieses Buch mit dem Namen „Kochōko Matahei“ signiert ist und dass diese Signatur eines der Pseudonyme Kunisadas I. war, mit dem dieser seine erotischen Werke versehen hatte.
2. ↑  Aufgrund der speziellen Kombination der Zensursiegel, die auf Drucken zu finden sind, auf denen die Signatur „Kunimasa, der seinen Namen in Kunisada II. änderte“ (国政 改 二代目 国貞, Kunimasa aratame nidaime Kunisada) zu lesen ist, kann die Namensänderung nicht vor 1850 erfolgt sein. Das Vorwort zu dem von Kunisada II. illustrierten Buch Der Charakter moralischer Frauen (Ochigusa nyōbō katagi) ist auf den zweiten Monat des Jahres 1851 datiert. Die Signatur des Illustrators im zwölften Band lautet „Kunimasa aratame nidaime Kunisada“. Nach A. Marks, Japanese Woodblock Prints. Artists, Publishers, and Masterworks 1680–1900., S. 150, war die Umbenennung von Kunimasa zu Kunisada (II.) zu diesem Zeitpunkt oder kurz zuvor erfolgt.